# Масандилов, Зорик Борисович
Зорик Борисович Масандилов (родился 16 июня 1976 года в Махачкале) — российский регбийный функционер, генеральный менеджер сборной России по регби.

## Биография
В 1986 году переехал с родителями в подмосковное Монино. Занимался вольной борьбой, футболом, хоккеем, настольным теннисом, лыжами и лёгкой атлетикой. Выиграв школьный забег на 400 м, он получил предложение перейти в школу олимпийского резерва от тренера юношеской сборной России по лёгкой атлетике, но отказался. С 11 лет занимался в регбийной команде ВВА, играл за юниорскую сборную России.
Как игрок был известен благодаря высокой скорости, также был неплохим бьющим. Отыграл два полных сезона, дебютировав в 1993 году. Чемпион России и обладатель Кубка России 1993 года в составе ВВА. Карьеру игрока завершил в 1995 году из-за травмы. По совету игравшего за ВВА Павла Барановского Масандилов устроился на собеседование в Союз регбистов России, став администратором российской сборной в 2005 году, а через полтора года был назначен начальником сборной.
В 2011 году вместе с Николаем Нерушем, своим первым тренером, руководил сборной России на чемпионате мира в Новой Зеландии. По состоянию на январь 2020 года стаж работы Масандилова в сборной составлял 14 лет, что было рекордом среди членов руководства сборной.